# Michaela Jaé Rodriguez
Michaela Antonia Jaé Rodriguez (Newark, 7 de janeiro de 1991) é uma atriz e cantora americana. Ela é mais conhecida por interpretar Blanca Rodriguez em Pose. Se tornou a primeira atriz transgênero indicada ao Emmy Award na categoria de Melhor Atriz em 2021.

## Início de vida e educação
Rodriguez nasceu em 7 de janeiro de 1991, em Newark, Nova Jérsia. Rodriguez frequentou a Escola Católica Queen of Angels. Embora quisesse ser atriz desde os sete anos, só começou a buscar a profissão aos 11 anos depois que sua mãe lhe matriculou no New Jersey Performing Arts Center - onde se tornou uma veterana do programa com oito anos e participou  em seu programa de teatro juvenil de Nova Jersey.
Embora tenha "orado para se tornar mulher" desde os 7 anos de idade, Rodriguez afirma que ela esteve em negação por muitos anos e inicialmente se assumiu para seus pais como "bissexual/gay" aos 14 anos de idade. Aos 14 anos, Rodriguez se envolveu com a cultura de baile, onde encontrou o apoio de seu pai, que lhe ensinou o vogue. Então se formou na Newark Arts High School, e mais tarde estudou no Berklee College of Music, onde foi bolsista Star-Ledger de 2009 e bolsista de primeiro nível em Young Arts em 2009. Finalmente assumiu o nome artístico de "MJ" Rodriguez em homenagem à personagem da Marvel Comics Mary Jane "MJ" Watson, que se autodescreve como geek de quadrinhos e junta as letras de partes de seu nome de nascimento.

## Filmografia

### Cinema
| Ano  | Título                           | Papel     | Notas          |
| ---- | -------------------------------- | --------- | -------------- |
| 2014 | Dear Pauline Jean                | MJ        | Curta-metragem |
| 2017 | Saturday Church                  | Ebony     |                |
| 2017 | Bun in the Oven                  | Bertha    | Curta-metragem |
| 2018 | Gema                             | Gema      | Curta-metragem |
| 2018 | The Big Take                     | Robyn     |                |
| 2019 | Adam                             | Emma      |                |
| 2021 | Tick, Tick... Boom!              | Carolyn   |                |
| 2023 | Transformers: Rise of the Beasts | Nightbird |                |
| 2024 | Skincare                         | Marine    |                |

### Televisão
| Ano       | Título                          | Papel                     | Notas                                   |
| --------- | ------------------------------- | ------------------------- | --------------------------------------- |
| 2012      | Nurse Jackie                    | Lonna                     | Episódio: "No-Kimono-Zone"              |
| 2013      | The Carrie Diaries              | Frequentadora do Clube #2 | Episódio: "Read Before Use"             |
| 2016      | [Blank] My Life                 | Kerry                     | Episódio: "Mr. Owl"                     |
| 2016      | Luke Cage                       | Sister Boy                | Episódio: "Manifest"                    |
| 2018–2021 | Pose                            | Blanca Rodriguez          | 26 episódios                            |
| 2022      | A Black Lady Sketch Show        | Caixa de Loja de Beleza   | Episódio: "Save My Edges, I'm a Donor!" |
| 2022      | Dead End: Paranormal Park       | Zagan                     | 4 episódios                             |
| 2022-2024 | Loot                            | Sofia                     | 20 episódios                            |
| 2023-2024 | American Horror Story: Delicate | Nicolette                 | 9 episódios                             |

## Prêmios e indicações
| Ano  | Prêmio                           | Categoria                                 | Indicação                              | Resultado | Ref.   |
| ---- | -------------------------------- | ----------------------------------------- | -------------------------------------- | --------- | ------ |
| 2011 | Clive Barnes Award               | —                                         | Rent                                   | Venceu    |        |
| 2017 | Tribeca Film Festival            | Melhor Atriz                              | Saturday Church                        | Indicada  |        |
| 2019 | Dorian Awards                    | Melhor Interpretação Musical na TV        | "Home" (com Billy Porter e Our Lady J) | Venceu    | [ 17 ] |
| 2019 | Gold Derby TV Awards             | Melhor Atriz de Drama                     | Pose                                   | Indicada  | [ 18 ] |
| 2019 | Gold Derby TV Awards             | Melhor Elenco                             | Pose                                   | Indicada  |        |
| 2019 | Imagen Awards                    | Melhor Atriz                              | Pose                                   | Venceu    |        |
| 2019 | MTV Movie & TV Awards            | Melhor Revelação                          | Pose                                   | Indicada  |        |
| 2020 | Critics' Choice Television Award | Melhor Atriz em Série de Drama            | Pose                                   | Indicada  |        |
| 2020 | Dorian Awards                    | Melhor Interpretação do Ano - Atriz       | Pose                                   | Indicada  | [ 19 ] |
| 2021 | Gold Derby TV Awards             | Melhor Atriz de Drama                     | Pose                                   | Pendente  |        |
| 2021 | Gold Derby TV Awards             | Elenco do Ano                             | Pose                                   | Pendente  |        |
| 2021 | HCA TV Awards                    | Melhor Atriz em uma Série a cabo de Drama | Pose                                   | Pendente  |        |
| 2021 | Prémios Emmy do Primetime        | Melhor Atriz em Série Dramática           | Pose                                   | Indicado  | [ 20 ] |
| 2021 | Prémios Globo de Ouro            | Melhor Atriz em Série Dramática           | Pose                                   | Venceu    | [ 21 ] |